# Maleise mangrovemuistimalia
De Maleise mangrovemuistimalia (Pellorneum rostratum synoniem: Trichastoma rostratum) is een zangvogel uit de familie Pellorneidae. De vogel werd in 1842 door Edward Blyth geldig beschreven.

## Verspreiding en leefgebied
Deze soort komt voor op het schiereiland Malakka en eilanden Sumatra en Billiton.